# 最后一位上的单位值
在计算机科学与数值分析中，最后一位上的单位值或称最小精度单位，缩写为ULP，是毗邻的浮点数值之间的距离，也即浮点数在保持指数部分的时候最低有效数字为1所对应的值。ULP用于度量数值计算的精度。
例如：圆周率位于毗邻的双精度浮点数3.1415926535897927与3.1415926535897936之间。

## 定义
设底数为b，如果x的指数为E，那么ULP(x) = 机器精度·bE。但在计算机与数值计算的文献中，对ULP，指数与机器精度也可用其它方式定义。如John Harrison给出的定义: ULP(x)是两个最近的跨（straddling）x的浮点数a与b的距离，即a ≤ x ≤ b且a ≠ b，并且在指数无上限的情形。这两个定义基本等价。
被所有现代浮点硬件遵从IEEE 754标准要求基本算术运算（1985年起的加法、减法、乘法、除法、求平方根，以及2008年起的“积和熔加运算（FMA）”）的结果近似到最近的浮点数且与数学确切结果的距离在0.5 ULP范围内。这性质意味着近似结果与数学确切结果的距离是最小的（但对于居中情形，有两个毗邻的浮点数都满足上述要求）。有美誉的数值库（numeric library）计算基本超越函数的误差在0.5至大约1 ULP间。仅有少数库在计算超越函数时的误差小于0.5 ULP，这一问题相当复杂，归因于Table-Maker's Dilemma。

## 例子
找到最接近圆周率的双精度浮点数：
```
#include
 
<cmath>
 

#include
 
<cstdio>
 

#define PI 3.14159265358979323846264338327950288419716939937510582097494459230 

int
 
main
()
 

{

    
printf
(
"%.17g (%a)
\n
"
,
 
PI
,
 
PI
);
 

    
printf
(
"%.17g (%a)
\n
"
,
 
std
::
nextafter
(
PI
,
 
0.0
),
 
std
::
nextafter
(
PI
,
 
0.0
));
 

    
printf
(
"%.17g (%a)
\n
"
,
 
std
::
nextafter
(
PI
,
 
4.0
),
 
std
::
nextafter
(
PI
,
 
4.0
));
 

}

/* Output:

3.1415926535897931 (0x1.921fb54442d18p+1)

3.1415926535897927 (0x1.921fb54442d17p+1)

3.1415926535897936 (0x1.921fb54442d19p+1)

*/

```

设x用IEEE 754表示时四舍五入且舍入到偶数的操作记为RN。如果ULP(x)的值小于等于1，那么RN(x + 1) > x；否则，RN(x + 1) = x或RN(x + 1) = x + ULP(x)，取决于最低有效位（least significant digit）与x的指数部分。下面的Python程序展示了这个例子：
```
>>> 
x
 
=
 
1.0

>>> 
p
 
=
 
0

>>> 
while
 
x
 
!=
 
x
 
+
 
1
:

... 
  
x
 
=
 
x
 
*
 
2

... 
  
p
 
=
 
p
 
+
 
1

... 

>>> 
x

9007199254740992.0

>>> 
p

53

>>> 
x
 
+
 
2
 
+
 
1

9007199254740996.0

```

这个例子中，从x = 1开始，反复地翻倍直至x = x + 1。结果是253，因为双精度浮点数格式使用了53位有效数字，从而ulp(253)=253*2-52=2 > 1 。即，在这里双精度浮点数可表示的最小精度间隔已经是2了。 

## 语言支持
从Java 1.5, Java语言的标准库包含了函数：
Math.ulp(double)与
Math.ulp(float)。
C语言标准库从C99开始提供了计算给定方向的下一个浮点数的函数：
nextafterf与nexttowardf用于float, nextafter与nexttoward用于double, nextafterl与nexttowardl用于long double, 都在<math.h>中声明。
Boost C++ Libraries提供了boost::math::float_next, boost::math::float_prior, boost::math::nextafter与boost::math::float_advance等函数获取邻近的浮点数。
。boost::math::float_distance(a, b)计算两个double值之间的浮点距离。